# Georg Berlinger (Architekt, 1882)
Georg Berlinger (* 12. Februar 1882 in München; † 8. Juli 1946 ebenda) war ein deutscher Architekt und Bauunternehmer, der insbesondere durch verschiedene katholische Kirchenbauten hervortrat.

## Werk (Auswahl)

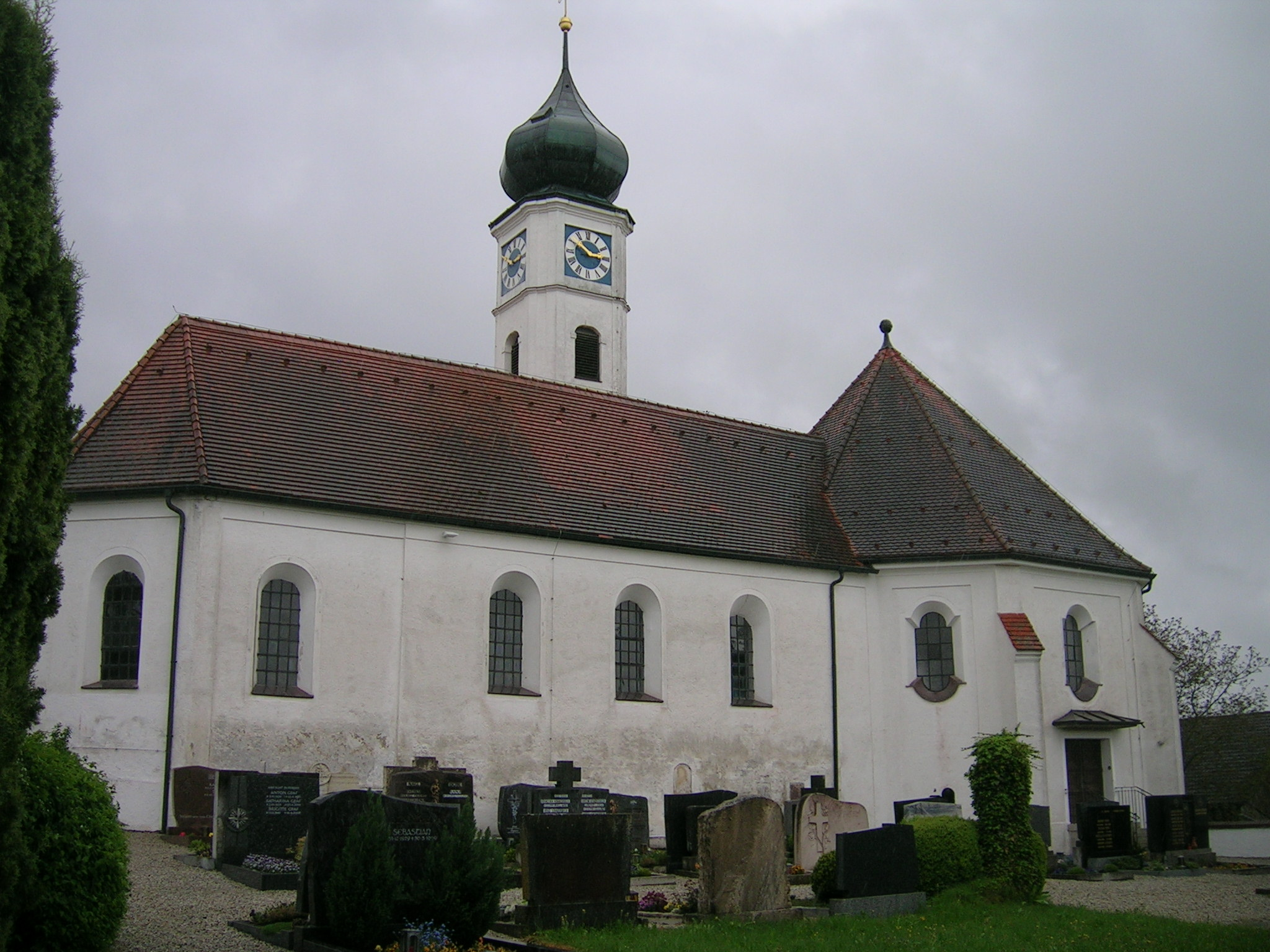
Pfarrkirche St. Petrus in Schweinersdorf

- 1927: Erweiterungsbau der Pfarrkirche St. Jakob in Feldkirchen (mit Wilhelm Flaschenträger)
- 1928: Erweiterungsbau der Pfarrkirche St. Petrus in Schweinersdorf
- 1928–1929: Studienseminar St. Michael in Traunstein
- 1931–1932: Kirche St. Pius in München
- 1931–1932: Kirche St. Josef in Regensburg-Ziegetsdorf
- 1931–1932: Kirche St. Joseph in Schirnding
- 1932–1933: Kirche Hl. Bruder Konrad von Parzham in Haar
- 1933–1934: Christkönigskirche in Wildenwart
- 1934: Kirche Maria Immaculata in Weißenstadt
- 1936: Expositurkirche St. Michael in Marktredwitz-Brand
- 1936–1937: Kirche St. Peter und Paul in Aschheim (mit Hans Neumaier)
- 1936–1937: Kirche St. Joseph in Güntersdorf (Ortsteil der Gemeinde Schweitenkirchen)

## Familie
Sein Sohn war der Architekt und Dombaumeister Georg Berlinger (* 1910, † 1992).